# Seregély Aladár
Seregély Aladár (Pécs, 1916. február 19. – Budapest, 1964. január 19.) magyar politikus, az 1960-as évek első harmadában az építésügyi miniszter helyettese.

## Élete
Seregély Aladár és Fehér Júlia fiaként munkáscsaládban született, apja vasesztergályos segéd volt. Hat elemi osztályt végzett, utána egy éven át kőművesek mellett dolgozott segédként, ezt követően pedig géplakatos tanonc lett. 16 évesen, 1932-ben lett kőműves tanuló, majd 1935-től segéd, e minőségében különböző mesterek mellett tevékenykedett. Már a következő évben belépett a Magyarországi Szociáldemokrata Pártba (MSZDP) és csatlakozott a Magyar Építőmunkások Országos Szövetségéhez (MÉMOSZ). Még abban az évben három hónap fogházbüntetésre ítélték, a társadalmi rend felforgatásának vádjával.
1938-1939-ben katonai szolgálatot teljesített, majd visszatért szülőhelyére. 1941 és 1943-ban a fővárosban, Budapesten kapott munkát, ahol szintén a szakmájában tudott elhelyezkedni, 1944 júniusában pedig ismét katonai behívót kapott: alakulatával Lengyelországba vezényelték. Balesete következtében honvédkórházban élte meg a szovjet csapatok magyarországi bevonulását.
1944 decemberében belépett a Magyar Kommunista Pártba (MKP), majd 1945 májusától annak sásdi járási titkára lett. A következő időszakban két hónapos pártiskolán vett részt, 1946 februárjától pedig a párt pécsváradi járási titkárává nevezték ki. Az MKP és az MSZDP egyesülését követően, 1949-től az így létrejött Magyar Dolgozók Pártja (MDP) pécsi járási titkárának választották meg; 1950-től 1951 áprilisáig az MDP Baranya megyei pártbizottságának ipari osztályát is vezette. Leváltása után igazgató lett a pécsi 73. sz. Építőipari Vállalatnál, ebben az időszakban elvégezte az építőipari technikumot is.
1952-ben felhelyezték Budapestre, ahol először az Építésügyi Minisztérium Területi Építőipari Igazgatóságának vezetője lett. 1960. szeptember 25-étől 1963. áprilisi felmentéséig az építésügyi miniszter helyettese volt. Miniszterségét kevesebb, mint egy évvel túlélve, 1964 januárjában hunyt el közúti baleset következtében Budapesten.
A Farkasréti temetőben nyugszik.

## Díjai, elismerései
- Munka Érdemrend ezüst fokozata (1952)
- Munka Érdemrend (1959)